# Bairam
Există două sărbători oficiale în Islam: Eid ul-Fitr și Eid al-Adha.

## Semnificație și etimologie
Cuvântul bairám (pl. bairámuri, s.n.) [silabisit bai-ram] are, în limba română, două semnificații:
- petrecere, chef, distracție, cu mâncare, băutură și muzică; în limbajul familiar, poate însemna orice fel de divertisment, de la parade până la spectacole;
- denumirea a două mari sărbători islamice. În limba română, "bairam" vine de la turcescul bayram "sărbătoare", "festivitate", "petrecere".

## Bairamca nume de sărbătoare islamică
Cuvântul "bairam" are și un sens mai strict, inclusiv în limba română, care se referă la cele două mari sărbători islamice: Sărbătoarea Sacrificiului (în limba arabă: ‘Id al-Adha) și Sărbătoarea Ruperii Postului (în limba arabă: ‘Id al-Fitr). Numele celor două sărbători în limba turcă, de unde cuvântul "bairam" a intrat și în limba română, sunt: Kurban Bayramı "Sărbătoarea Sacrificiului" (sau Büyük Bayram "Marea Sărbătoare") și Iftar Bayramı'/'Oruç Bayramı'/'Oraza Bayramı "Sărbătoarea Ruperii Postului" (sau Küçük Bayram "Mica Sărbătoare"). 

Sărbătoarea Sacrificiului care cade în a zecea zi a lunii islamice dhū-l-hiğğa (ultima lună a anului islamic) este un omagiu adus profetului Abraham (pentru musulmani: Ibrahim) și puternicei sale credințe dovedite prin acceptarea sacrificării fiul său Ișmael (pentru musulmani: Isma'il) - conform Coranului - la  cererea lui Dumnezeu. Acest episod relatat de Coran este același și în Biblie, în Vechiul Testament, doar că în locul lui Isaac, cel ce trebuie sacrificat de către tatăl său este Isma'il. Sărbătoarea Sacrificiului marchează sfârșitul pelerinajului ritual comunitar (hağğ) la Mecca.
Sărbătoarea Ruperii Postului marchează sfârșitul postului pe care musulmanii îl țin în luna Ramadan, cea de-a noua lună a anului islamic.

## Răspândirea cuvântului "bairam"
"Bairam", cu ambele sale sensuri, cel de petrecere laică și cel de sărbătoare religioasă islamică,  există cam peste tot în Balcani (datorită influenței turco-otomane). De cele mai multe ori, el a fost adaptat fonetismului/grafiei acestor limbi sub forma bajram. De asemenea, din vestul extrem al lumii arabe, Maghrebul, și până în Malaezia sau Singapore, acest cuvânt poate fi auzit tot ca rezultat al aceleiași influențe. Cuvântul este, de asemenea, prezent în iudeo-spaniolă (ladino), precum și în alte idiomuri folosite de comunitățile iudaice.